# Ana Beatriz
Ana Beatriz Caselato Gomes de Figueiredo, detta Bia (San Paolo, 18 marzo 1985), è una pilota automobilistica brasiliana.

## Carriera
La carriera automobilistica di Ana Beatriz iniziò nel 2003 con la partecipazione al campionato di Formula Renault in Brasile. Il salto di qualità avviene nel 2008 quando fece il suo esordio in Indy Light col team Sam Schmidt Motorsports. Quell'anno corse tutti i gran premi in programma riuscendo a vincerne uno, quello del Nashville Speedway, concludendo il campionato al 3º posto.
Il 2009 coincide con la sua seconda esperienza nella serie minore della IndyCar Series ma questa volta le cose non vanno bene per la pilota brasiliana e concluderà il campionato piazzandosi solamente all'8º posto. I due anni trascorsi col team di proprietà di Sam Schmidt dimostrarono nel complesso che Ana era pronta per il salto di qualità nella formula superiore.
Il 2010 segna il debutto in IndyCar Series dove corre anche per tutto il 2011. Nel 2012 disputa solamente 2 gare, quella di casa a San Paolo e la 500 Miglia di Indianapolis dove conclude al 13º posto, il suo miglior risultato ottenuto nell'ovale.
Nel 2013 torna a correre a pieno ritmo col team Dale Coyne Racing. Disputa tutte le prime gare in programma, fino alla 500 Miglia di Indianapolis. Nelle gare successive, a parte la parentesi di un paio di gare, viene sostituita da Mike Conway, Pippa Mann e James Davison.